# Bosnië en Herzegovina op de Olympische Zomerspelen 2008
Bosnië en Herzegovina nam deel aan de Olympische Zomerspelen 2008 in Peking, China.
Bosnië en Herzegovina debuteerde op de Zomerspelen in 1992 en deed in 2008 voor de vijfde keer mee. Net als bij de vorige vier deelnames won Bosnië en Herzegovina geen medaille.

## Deelnemers en resultaten
De deelnemer in de schietsport nam deel op uitnodiging van de Olympische tripartitecommissie.
 (m) = mannen, (v) = vrouwen 

### Atletiek
| Olympiër      | Discipline   | Resultaat | Prestatie                           |
| ------------- | ------------ | --------- | ----------------------------------- |
| Hamza Alić    | 800m (m)     | 17e       | kwalificatie groep A: 8e met 19,87m |
|               |              |           |                                     |
| Lucija Kimani | marathon (v) | 42e       | 2:35.47 (NR)                        |

### Judo
| Olympiër   | Discipline | Resultaat | Prestatie |
| ---------- | ---------- | --------- | --- |
| Amel Mekić | -100kg (m) | 9e        | 1e ronde: W van USA Volmar: waza-ari 2e ronde: V van KAZ Zhitkeyev: ippon herkansingen 1: W van KUW Al-Enezi: ippon herkansingen 2: V van HUN Hadfi: ippon |

### Schietsport
| Olympiër       | Discipline                 | Resultaat | Prestatie                                             |
| -------------- | -------------------------- | --------- | ----------------------------------------------------- |
| Nedžad Fazlija | 10m luchtgeweer (m)        | 35e       | kwalificatie: 35e met 588 punten (98-99-98-98-96-99)  |
| Nedžad Fazlija | 50m geweer 3 houdingen (m) | 43e       | kwalificatie: 43e met 1148 punten (393-376-379)       |
| Nedžad Fazlija | 50m geweer liggend (m)     | 45e       | kwalificatie: 45e met 586 punten (96-96-100-98-98-98) |

### Zwemmen
| Olympiër    | Discipline           | Resultaat | Prestatie            |
| ----------- | -------------------- | --------- | -------------------- |
| Nedim Nišić | 100m vlinderslag (m) | 64e       | serie 2: 6e in 57,16 |

Afghanistan · Albanië · Algerije · Amerikaanse Maagdeneilanden · Amerikaans-Samoa · Andorra · Angola · Antigua en Barbuda · Argentinië · Armenië · Aruba · Australië · Azerbeidzjan · Bahama's · Bahrein · Bangladesh · Barbados · België · Belize · Benin · Bermuda · Bhutan · Bolivia · Bosnië en Herzegovina · Botswana · Brazilië · Britse Maagdeneilanden · Bulgarije · Burkina Faso · Burundi · Cambodja · Canada · Centraal-Afrikaanse Republiek · Chili · China · Chinees Taipei · Colombia · Comoren · Congo-Brazzaville · Congo-Kinshasa · Cookeilanden · Costa Rica · Cuba · Cyprus · Denemarken · Djibouti · Dominica · Dominicaanse Republiek · Duitsland · Ecuador · Egypte · El Salvador · Equatoriaal-Guinea · Eritrea · Estland · Ethiopië · Fiji · Filipijnen · Finland · Frankrijk · Gabon · Gambia · Georgië · Ghana · Grenada · Griekenland · Groot-Brittannië · Guam · Guatemala · Guinee · Guinee‑Bissau · Guyana · Haïti · Honduras · Hongarije · Hongkong · Ierland · IJsland · India · Indonesië · Irak · Iran · Israël · Italië · Ivoorkust · Jamaica · Japan · Jemen · Jordanië · Kaaimaneilanden · Kaapverdië · Kameroen · Kazachstan · Kenia · Kirgizië · Kiribati · Koeweit · Kroatië · Laos · Lesotho · Letland · Libanon · Liberia · Libië · Liechtenstein · Litouwen · Luxemburg · Macedonië · Madagaskar · Malawi · Malediven · Maleisië · Mali · Malta · Marshalleilanden · Marokko · Mauritanië · Mauritius · Mexico · Micronesië · Moldavië · Monaco · Mongolië · Montenegro · Mozambique · Myanmar · Namibië · Nauru · Nederland · Nederlandse Antillen · Nepal · Nicaragua · Nieuw-Zeeland · Niger · Nigeria · Noord-Korea · Noorwegen · Oeganda · Oekraïne · Oezbekistan · Oman · Oostenrijk · Oost‑Timor · Pakistan · Palau · Palestina · Panama · Papoea-Nieuw-Guinea · Paraguay · Peru · Polen · Portugal · Puerto Rico · Qatar · Roemenië · Rusland · Rwanda · Saint Kitts en Nevis · Saint Lucia · Saint Vincent en Grenadines · Salomonseilanden · Samoa · San Marino · Sao Tomé en Principe · Saoedi-Arabië · Senegal · Servië · Seychellen · Sierra Leone · Singapore · Slovenië · Slowakije · Soedan · Somalië · Spanje · Sri Lanka · Suriname · Swaziland · Syrië · Tadzjikistan · Tanzania · Thailand · Togo · Tonga · Trinidad en Tobago · Tsjaad · Tsjechië · Tunesië · Turkije · Turkmenistan · Tuvalu · Uruguay · Vanuatu · Venezuela · Verenigde Arabische Emiraten · Verenigde Staten · Vietnam · Wit-Rusland · Zambia · Zimbabwe · Zuid-Afrika · Zuid-Korea · Zweden · Zwitserland
Uitgesloten van deelname: Brunei